# It It Anita
 (décembre 2019).
It It Anita est un groupe de noise rock originaire de Liège, en Belgique, issu d'une collaboration entre Michael Goffard (Malibu Stacy) et Damien Aresta. Fortement ancré dans le rock des années 1990, le groupe mélange des influences telles que celles de Sonic Youth, Fugazi et Pavement.

## Biographie
Le premier EP (éponyme) du groupe est mixé par Jason Sebastian Russo (en) (Mercury Rev) et sort sur le label Honest House en 2014.
It it Anita réalise ensuite deux opus avec John Agnello (Sonic Youth, Cymbals Eat Guitars, Kurt Vile, Dinosaur Jr, Thurston Moore parmi d'autres) : Recorded By John Agnello (2015), enregistré aux Water Music Recording Studios à Hoboken dans le New Jersey et Agaaiin (2016), enregistré aux studio Koko en Belgique. Les albums paraissent tous deux sur le label indépendant belge Luik Records. En 2018, le groupe publie son quatrième opus, Laurent, sur le label français Vicious Circle Records. L'album reçoit alors un large accueil critique,,. Au cours de l'été 2020, le groupe enregistre son cinquième album, Sauvé (Vicious Circle Records), dans le studio The Apiary à Laval en Mayenne. Il est produit par Amaury Sauvé (Birds in Row, Bison Bisou). Un premier titre parait en novembre 2020, Cucaracha,,. Au cours de la tournée de Sauvé, en mars 2022, à la suite du départ de Damien Aresta, It it Anita passe en trio. 
It it Anita s'est produit dans de nombreux pays d'Europe ou en Amérique du Nord, notamment au Pukkelpop, au Festival de Dour,, au Guess Who?, à l'Eurosonic, au Printemps de Bourges, The Great Escape Festival, Monkey Week, FME.

## Discographie

### EPs
- 2014 : It It Anita
- 2015 : Recorded By John Agnello

### Albums
- 2016 : Agaaiin
- 2018 : Laurent
- 2021 : Sauvé
- 2023 : Mouche

### Participation
- 2021 : Sick Sad Word - Volume 2 : reprise de Levitz de Grandaddy[13]

## Membres du groupe
- Michael Goffard
- Elliot Stassen
- Bryan Hayart